# Lago Matano
Il lago Matano (in indonesiano: Danau Matano) è un lago naturale dell'Indonesia, nella provincia del Sulawesi Meridionale.
Con una profondità di 590 metri, è il lago più profondo dell'Indonesia, il 10° più profondo del mondo ed il lago più profondo situato su un'isola (Sulawesi). Si trova ad una quota di 382 m s.l.m., per cui il fondo del lago è 208 metri sotto il livello del mare. La parte inferiore del lago si trova quindi in una criptodepressione.
Il lago ospita molte specie endemiche di fauna acquatica (tra cui  gamberetti del genere Caridina, granchi del genere Parathelphusid, gasteropodi del genere Tylomelania) e vari tipi di piante acquatiche.
Per far conoscere ai turisti stranieri la bellezza del lago Matano e dei suoi dintorni, dal maggio 2015 viene organizzato il "Lake Matano Festival", con varie attrazioni e competizioni amatoriali di corsa campestre, ciclismo e nuoto.